# Лаос на літніх Олімпійських іграх 2012
Лаос на літніх Олімпійських іграх 2012 був представлений у двох видах спорту.